# Benińskie Siły Powietrzne
Siły powietrzne Beninu są jednymi z mniejszych sił powietrznych na świecie. Powstały w 1960 roku i noszą nazwę Ludowe Siły Powietrzne Beninu. Personel wojskowy Beninu nie przekracza 200 osób, na które przypada 12 samolotów m.in. typu Douglas C-47 Dakota i Dornier Do 128-2. Służą one do zadań transportowych, a także do przewozu i ochrony prezydenta kraju.